# Клан Лайон
Клан Лайон — шотландский клан.

## Происхождение клана
По заявлением генеалога сэра Иэн Монкрифа, Лайоны — семья кельтского происхождения и она произошла от клана Ламонт. Тем не менее, более распространено мнение, что Лайоны происходят от французской семьи де Леон (фр. de Léon). В конце XI века Лайоны вместе с Эдгаром, сыном короля Шотландии Малькольма III, отправились на север, чтобы сражаться против своего дяди Дональда III. Эдгар одержал победу, клан Лайон получил земли в Пертшире, которые позже были названы Глен Лайон. В 1105 году Роджер Лайон организовал погребение Эдгара в Данфермлинском аббатстве.